# Internationaal misdrijf
Een internationaal misdrijf is een delict dat door het internationaal recht strafbaar is gesteld. Men maakt een onderscheidt tussen internationale misdrijven in enge zin en internationale misdrijven in brede zin. De internationale misdrijven in enge zin worden ook wel aangeduid als 'kernmisdrijven'. Het betreft misdrijven die tegen die kernwaarden van het internationaal recht indruisen en die door supranationale hoven kunnen worden vervolgd. Hiertoe behoren genocide, misdrijven tegen de menselijkheid, oorlogsmisdrijven en misdrijven tegen de vrede. Onder internationale misdrijven in brede zin vallen alle internationale misdrijven die bij verdrag strafbaar zijn gesteld, bijvoorbeeld vliegtuigkaping, piraterij en drugsdelicten.

## Internationaal misdrijf in enge zin
Internationale misdrijven in enge zin zijn individuele gedragingen die door het internationaal recht strafbaar zijn gesteld en waarvoor individuen rechtstreeks strafrechtelijk aansprakelijk zijn. Het betreft feiten die strafbaar zijn omdat ze fundamentele belangen van de internationale gemeenschap schenden en waarbij alle staten een belang hebben in de onderdrukking van deze misdrijven. Tot deze categorie behoren in ieder geval de misdrijven die door internationale hoven kunnen worden berecht. Dit zijn de zogenoemde 'kernmisdrijven'. Tot deze kernmisdrijven behoren genocide, misdrijven tegen de menselijkheid en oorlogsmisdrijven. Daarnaast worden misdrijven tegen de vrede/agressie vaak tot deze categorie gerekend.
Andere misdrijven die door sommigen tot de internationale misdrijven in enge zin worden gerekend zijn piraterij, slavernij, (internationaal) terrorisme en foltering. Tot de voorstanders voor het erkennen van terrorisme en foltering als aparte internationale misdrijven behoort Cassese. Terrorisme en foltering zijn volgens hem als aparte misdrijven in het internationaal recht strafbaar gesteld die een fundamenteel internationaal rechtsbelang schaden. Daarnaast kunnen zij door elke staat vervolgd worden, onafhankelijk van waar het feit gepleegd is en wie het slachtoffer is. Bovendien stelt hij dat overheidsfunctionarissen geen strafrechtelijke immuniteit toekomt als zij zo een misdrijf (laten) plegen. Deze criteria komen overeen met die van de kernmisdrijven, vandaar dat Cassese deze delicten tot de internationale misdrijven in enge zin rekent.

### Kritiek
Er is ook kritiek op de verdeling tussen internationale misdrijven in enge en in brede zin. Volgens de Egyptisch-Amerikaanse jurist Bassiouni is er onder academici veel onenigheid en onduidelijkheid over wat precies een internationaal misdrijf is. Deze onenigheid leidt er volgens hem toe dat academici steeds wisselende onderverdelingen maken die gebaseerd zijn op willekeurige criteria. Bassiouni verdeelt internationale misdrijven naar het rechtsbelang dat door het voorschrift wordt beschermd.

## Internationaal misdrijf in brede zin
Tegenover de internationale misdrijven in enge zin staan de internationale misdrijven in brede zin. Ze worden ook wel aangeduid met de Engelse term 'crimes by treaty'. Het betreft delicten die in een verdrag als zodanig strafbaar zijn gesteld. Het is daarvoor niet noodzakelijk dat zij een fundamenteel belang van de internationale gemeenschap schenden. De reden van strafbaarstelling kan variëren. Bijvoorbeeld omdat het moeilijk is voor individuele staten om het strafbare gedrag tegen te gaan, zoals bij de grensoverschrijdende georganiseerde misdaad. Bassiouni catalogiseerde in 2013 in totaal zevenentwintig crimes by treaty. Daaronder vallen volgens hem alle kernmisdrijven, plus nog vele anderen die in één of meerdere verdragen strafbaar zijn gesteld.